# Норт Боневил (Вашингтон)
Норт Боневил (енгл. North Bonneville) град је у америчкој савезној држави Вашингтон. По попису становништва из 2010. у њему је живело 956 становника.

## Демографија
Према попису становништва из 2010. у граду је живело 956 становника, што је 363 (61,2%) становника више него 2000. године.
| Група             | 2000.       | 2010.       |
| Белци             | 546 (92,1%) | 875 (91,5%) |
| Афроамериканци    | 2 (0,3%)    | 3 (0,3%)    |
| Азијати           | 15 (2,5%)   | 14 (1,5%)   |
| Хиспаноамериканци | 10 (1,7%)   | 42 (4,4%)   |
| Укупно            | 593         | 956         |